# Pascale (prénom)
Pour les articles homonymes, voir Pascale.
Cette page présente le prénom Pascale ainsi que ses variantes.
Pascale est en français un prénom féminin. Il vient du latin paschalis ou pashalis qui signifie « celui qui est né à Pâques ».

## Variantes
Pascal est son équivalant en masculin, mais il possède plusieurs variantes.
- français : Pascal, Pascale, Pascalin, Pascaline
- italien : Pasqual, Pasquale
- albanais : Paskal, Paskali